# Verpeilspitze
De Verpeilspitze is een 3425 meter hoge bergtop in de Kaunergrat van de Ötztaler Alpen in het Oostenrijkse Tirol.
De top ligt tussen het Kaunertal en het Pitztal en ligt ten noorden van de Kaunergrathütte, ten zuiden van de Verpeiljoch of Neururer Joch. Vanaf de top lopen lange bergkammen naar het westen en het noorden, naar het noorden, oosten en zuidwesten kent de bergtop steile hellingen.